# Christian Morgenstern
Christian Otto Josef Wolfgang Morgenstern (München, 1871. május 6. – Meran, Ausztria, 1914. március 31.), német költő, író, műfordító.

## Élete
Apja Carl Ernst Morgenstern, tájképfestő és egyetemi tanár volt, anyja, Charlotte M. meghalt a gyermek 10 éves korában. Morgenstern a berlini egyetemen jogot, filozófiát, közgazdaságtant hallgatott.
Műfordításból és újságírásból élt meg. Norvégiában, Svájcban és Olaszországban gyakran tartózkodott tüdőbaja kezeltetése miatt. 1908-ban ismerte meg Margareta Gosebruch von Liechtensternt, akivel 1910-ben egybekelt. Morgenstern nagy formakultúrájú, érzékeny zeneiségű költészete magányt, szenvedést, hívő miszticizmust fogalmaz meg. Szemlélete Friedrich Nietzsche és Rudolf Steiner közvetlen hatását mutatja, utóbbinak barátja és tanítványa is volt. Az eredetileg saját és barátai szórakoztatására írott abszurd groteszkjei világhírűvé tették. Ezek első kötete a Galgenlieder (Akasztófadalok, 1905.) volt. Morgenstern verseit rendkívüli nyelvi fantázia, játékosság, humor, a kispolgári lét könyörtelen kritikája jellemzi. Egykor Magyarországon is igen népszerű költő volt.

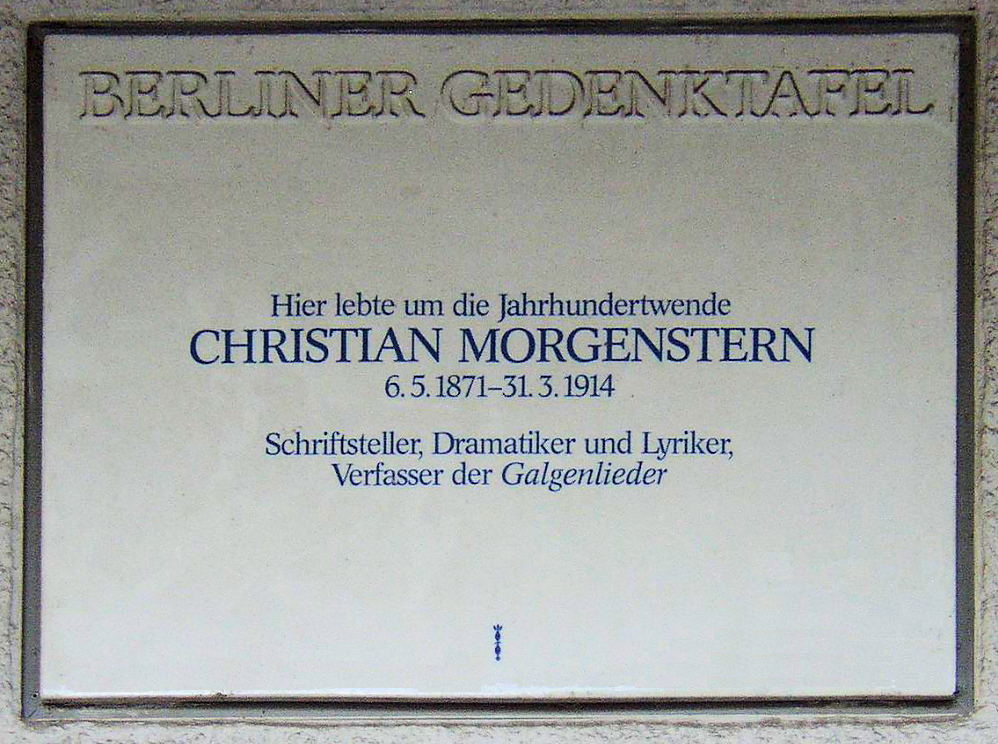
Emléktáblája Berlinben (Stuttgarter Platz 4.)

## Művei
- Galgenlieder (Akasztófadalok, 1905)
- Palmström (1910)
- Palma Kunkel (1916)
- Der Gingganz (1919)

## Magyarul
- Bitófa énekek. Versek; átköltötte Hetényi-Heidlberg Ernő; Helikon, Bp., 1941
- Gúnydalok; ford. Hárs László, ill. Janovits István; Népszava, Bp., 1949 (Korok és költők)
- Akasztófa-énekek. Versek; vál. Katona Tamás, ford. Kálnoky László et al., utószó Lore Kaim-Kloock, ill. Kaján Tibor; Magyar Helikon, Bp., 1965
- Akasztófadalok; ford. Eörsi István et al., ill. Szemethy Imre; Móra, Bp., 1989
- Bitódalok; ford. Győrei Zsolt; Szukits, Szeged, 1995 (A líra gyöngyszemei)
- Christian Morgenstern összes bitódalai; összeáll. Hunyadi Csaba, vál., szerk. Győrei Zsolt, ford. Devecseri Gábor et al.; LAZI, Szeged, 2000
- A holdbéli bari és más Morgenstern-versek. Műfordítások és átköltések; ford. Németh István Péter, ill. Szemethy Imre, Ernst Jörg; Németh István Péter, Tapolca, 2004
- Akasztófa-énekek és más költemények; ford., utószó Kulcsár F. Imre; Kairosz, Bp., 2010
- Bitódalok; ford. Györe Gabriella, ill. Friss Kriszta; Syllabux, Bp., 2014
- A levegő ördögei. Christian Morgenstern, Joachim Ringelnatz, Peter Hammerschlag velőtlen versei; ford. Győrei Zsolt; Balatonfüred Városért Közalapítvány, Balatonfüred, 2024